# Smile from the Streets You Hold
Smile from the Streets You Hold es el segundo álbum en solitario del guitarrista estadounidense John Frusciante, editado el 26 de agosto de 1997 cuando Frusciante no formaba parte de los Red Hot Chili Peppers, banda en la que saltó a la fama y de la que se retiró en 1992 tras no poder soportar la fama que lo rodeaba. Posteriormente, volvería al grupo en 1998 después de salir de una clínica de rehabilitación de su adicción a la cocaína y la heroína.

## Grabación
La mayoría de las canciones presentes en el disco fueron grabadas cuando Frusciante aún estaba en los Red Hot Chili Peppers, junto con las que conformaron el disco antecesor del guitarrista, Niandra Lades and Usually Just a T-Shirt.
En una entrevista a la revista Guitar Player en 1997, Frusciante declaró que había establecido contacto con el mundo de los espíritus durante la grabación del álbum: "La titulación de las canciones fue un periodo muy intenso porque estaba teniendo contacto verbal con los espíritus cuando estaba grabando; y empecé a llorar al final de ello. Los espíritus te dan ideas para cosas, y lo que es importante de ellos es lo que es importante para mí. Soy mucho más consciente de mi fama en su mundo que mi fama en éste. Esa es la razón por la que está siendo difícil ajustarme a estar vivo".
El actor River Phoenix, amigo de Frusciante, aparece en dos canciones, "Height Down" (originalmente titulada como "Soul Removal") y "Well I've Been" (originalmente titulada como "Bought Her Soul"). Ambas canciones estaban pensadas para ser incluidas en Niandra Lades and Usually Just a T-Shirt, pero fueron eliminadas a petición de la familia de River Phoenix.
En las canciones "More", "I Can't See Until I See Your Eyes" y "Estress", grabadas en una casete en 1997, se puede apreciar el delicado estado de salud de Frusciante, ya que tose abundantemente durante su interpretación y su voz es más débil.

## Publicación
Frusciante publicó el álbum en 1997, pero lo retiró del mercado en 1998 junto con Niandra Lades and Usually Just a T-Shirt después de recuperarse de su adicción a las drogas y regresar a los Red Hot Chili Peppers, ya que había sido publicado para costearse su adicción a las drogas, por lo que Frusciante se sentía incómodo al estar disponible al público. Mientras que Niandra Lades fue reeditado en 2001, Smiles from the Streets You Hold aún no ha pasado por ese proceso, aunque Frusciante ha declarado que tiene intención de volver a publicarlo.

## Lista de canciones
1. "Enter a Uh" – 8:06
2. "The Other" – 1:34
3. "Life's a Bath" – 1:18
4. "A Fall Thru the Ground" – 2:24
5. "Poppy Man" – 1:21
6. "I May Again Know John" – 8:48
7. "I'm Always" – 2:33
8. "Nigger Song" – 4:15
9. "Femininity" – 2:35
10. "Breathe" – 6:21
11. "More" – 2:07
12. "For Air" – 3:55
13. "Height Down" – 4:00
14. "Well, I've Been" – 3:06
15. "Smile from the Streets You Hold" – 5:09
16. "I Can't See Until I See Your Eyes" – 1:30
17. "Estress" – 2:17

- Todas las canciones compuestas por John Frusciante, quien tocó además todos los instrumentos en el disco y se encargó de la producción.
- En la primera edición del CD aparece una canción extra después de "Smile from the Streets You Hold", la cual viene siendo la misma canción solo que cortada en dos partes. La pista no. 15 son los primeros 4:06 minutos de la canción y la siguiente pista el resto de la canción.